# 長崎病院 (広島市)

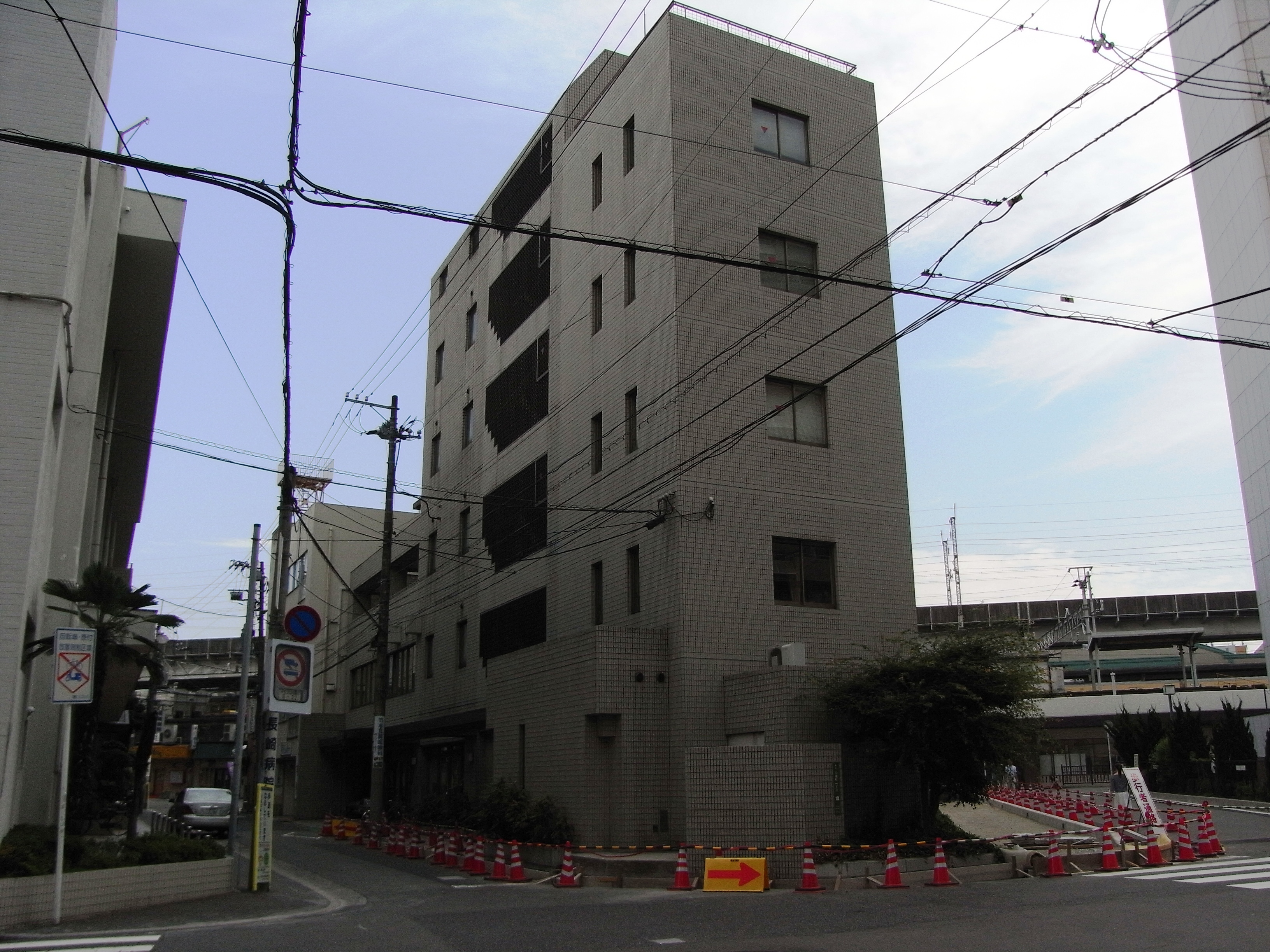
横川駅の北口にあった時代の長崎病院

長崎病院（ながさきびょういん）は、広島県広島市西区にある民営の病院。正式名称は医療法人厚生堂長崎病院である。地元では、旧名の「長崎厚生堂」と呼ぶ人も多い。
1945年（昭和20年）8月6日の原爆投下時に、隣接する国鉄横川駅の陰になったため、奇跡的に軽微な損害で済み、負傷者救護の拠点として機能したことで知られる。そのことにより、当時の院長は火傷の名医として全国的に知られるようになった。

## 診療科
- 内科
- 循環器科
- 呼吸器科
- 皮膚科
- 放射線科
- リハビリテーション科

## 交通アクセス
- JR山陽本線・可部線 横川駅南口方面